# Stéphane Lasme
Yann Ulrich Stéphane Lasme (ur. 17 grudnia 1982 w Port-Gentil) – gaboński koszykarz, występujący na pozycji środkowego, obecnie zawodnik Panathinaikosu Ateny.
Jako trzeci zawodnik w historii NCAA uzyskał cztery triple-doubles w trakcie jednego sezonu, pozostali dwaj to Jason Kidd oraz Michael Anderson.
27 czerwca 2018 został po raz kolejny w karierze zawodnikiem greckiego Panathinaikosu Ateny. 28 stycznia 2019 opuścił klub.

## Osiągnięcia
Stan na 13 listopada 2019, na podstawie, o ile nie zaznaczono inaczej.

### NCAA
- Mistrz sezonu regularnego konferencji Atlantic 10 (A10 – 2007)
- Zawodnik Roku Konferencji Altantic 10 (2007)[7]
- 2-krotny obrońca roku konferencji Altantic 10 (2006, 2007)[8]
- Zaliczony do:
  - I składu:
    - Atlantic 10 (2007)
    - defensywnego Atlantic 10 (2006, 2007)
    - turnieju:
      - Panasonic Holiday Festival (2005)
      - Dick Vitale All-Human Eraser Team (2007)

### Drużynowe
- Mistrz:
  - Eurocup (2016)[9]
  - Grecji (2013, 2014)
  - Ligi Adriatyckiej (2009)
  - Serbii (2009)
  - Izraela (2010)
- Wicemistrz Turcji (2015)
- Zdobywca Pucharu:
  - Grecji (2013, 2014)
  - Izraela (2010)
  - Turcji (2015)
  - Serbii (2009)
- 4. miejsce podczas mistrzostw Rosji/VTB (2018)

### Indywidualne
- MVP:
  - ligi greckiej (2013)
  - finałów
    - Eurocupu (2016)[9]
    - ligi greckiej (2013)

  - 3. rundy TOP 32 Eurocup (2016)
  - 18. kolejki ACB (2011/12)
- Obrońca Roku:
  - Euroligi (2013)
  - D-League (2008)
  - ligi greckiej (2013, 2014)
- Zaliczony do:
  - I składu ligi greckiej – HEBA A1 (2013)
  - II składu:
    - Euroligi (2014)
    - Eurocup (2016)[10]

  - All D-League Honorable Mention (2008)
- Powołany do udziału w meczu gwiazd VTB (2018)[11]
- Lider w blokach:
  - Eurocup (2018)
  - VTB (2018)[12]
  - D-League (2017)
  - ligi serbskiej (2009)

### Reprezentacja
- Uczestnik mistrzostw Afryki (2005, 2015)
- Lider mistrzostw Afryki w zbiórkach (2005 – 10,1)